# Йеховист
Йеховист или Яхвист, или просто означаван с латинската буква J, е един от четирите източника на Тора, заедно с Елохистът, Второзаконието и Жреческият кодекс.  Йеховистът дължи името си на факта, че типично използва формата יהוה като име на Бог в текста на книгата Битие.
Първоначално се е смятало, че Йеховистът е съставен около 950 г. пр.н.е., но по-късните и съответно по-прецизни проучвания показват, че частите от J няма как да са съставени по-рано от VII век пр.н.е.  Най-новите теории дори го датират в периода VI-V век пр.н.е., като продължава енергичната дискусия по въпроса. Съществува дори версия която го датира в 4 век пр.н.е. 